# Соколова (село, Каменський міський округ)
Соколо́ва (рос. Соколова) — село у складі Каменського міського округу Свердловської області.
Населення — 366 осіб (2010, 378 у 2002).
Національний склад станом на 2002 рік: росіяни — 94 %.